# Nadioutenga
Nadioutenga är en ort i Burkina Faso.   Den ligger i regionen Plateau-Central, i den centrala delen av landet, 100 km öster om huvudstaden Ouagadougou. Nadioutenga ligger 276 meter över havet och antalet invånare är 448.
Terrängen runt Nadioutenga är platt. Runt Nadioutenga är det ganska tätbefolkat, med 139 invånare per kvadratkilometer.. Närmaste större samhälle är Ouayalgui, 1,8 km öster om Nadioutenga.
Omgivningarna runt Nadioutenga är en mosaik av jordbruksmark och naturlig växtlighet.